# Lozna (Botoșani)
Lozna é uma comuna romena localizada no distrito de Botoşani, na região de Moldávia . A comuna possui uma área de 24.06 km² e sua população era de 2220 habitantes segundo o censo de 2007.